# Unruly Child (album)
Unruly Child è l'album d'esordio dell'omonima band, uscito nel 1992. Da segnalare, tra le altre, On the Rise, Take Me Down Nasty, Who Cries Now, To Be Your Everything, Is it Over e Long Hair Woman.

## Tracce
1. On the Rise
2. Take Me Down Nasty
3. Who Cries Now
4. To Be Your Everything
5. Tunnel of Love
6. When Love is Gone
7. Lay Down Your Arms
8. Is it Over
9. Wind Me Up
10. Let's Talk About Love
11. Criminal
12. Long Hair Woman

## Formazione
- Mark Free - voce
- Bruce Gowdy - chitarra
- Larry Antonio - basso
- Jay Schellen - batteria
- Guy Allison - tastiera